# Номер 13
«Номер 13» (англ. Number 13; альтернативное название «Миссис Пибоди» англ. Mrs Peabody) — короткометражный немой фильм, дебютная работа режиссёра Альфреда Хичкока, снятый в 1922 году. Фильм не сохранился.

## Сюжет
История о бедняках, проживающих в здании, финансируемом «Трастом Пибоди», основанным американским филантропом Джорджем Фостером Пибоди (1852—1938), по программе доступного жилья для нуждающихся лондонцев.

## В ролях
- Клэр Грит[англ.] — миссис Пибоди
- Эрнест Тезигер — мистер Пибоди

## Интересные факты
- Вместе с отснятым материалом также был утерян и сценарий фильма, написанный неизвестной женщиной, нанятой студией Islington. По словам Хичкока в его интервью Франсуа Трюффо, к написанию сценария был причастен Чарли Чаплин[1].
- Актриса Клэр Грит была вынуждена финансировать производство фильма. Ещё одним софинансистом был Джон Хичкок, дядя режиссёра. В благодарность за это Альфред Хичкок дал ей больше, чем кому-либо, ролей в своих фильмах (кроме Лео Дж. Кэрролла, который также сыграл в шести фильмах Хичкока) — Ринг (1927), Человек с острова Мэн (1929), Убийство! (1930), Человек, который слишком много знал (1934), Саботаж (1936) и Таверна «Ямайка» (1939).
- «Номер 13» — незаконченная работа Хичкока.